# Libnotes (Libnotes) opaca
Libnotes (Libnotes) opaca is een tweevleugelige uit de familie steltmuggen (Limoniidae). De soort komt voor in het Oriëntaals gebied.